# Simulation embarquée
La Simulation EMBArquée, abrégée SEMBA, est la dénomination française d'un concept du domaine militaire que les anglophones appellent embedded training. Ce concept consiste à intégrer à un engin un mode de fonctionnement supplémentaire qui fait de l'engin son propre outil de formation à son utilisation opérationnelle (pour les militaires : son utilisation au combat). Bien que par son énoncé ce concept soit de portée très générale, son domaine d'application privilégié est le domaine militaire terrestre et plus particulièrement sur toute la gamme des véhicules terrestres du combat de contact (i.e. les chars dans ses diverses déclinaisons).

## Utilisation
La simulation embarquée qui va s'ajouter à la panoplie de simulateurs pédagogiques à disposition des Forces terrestres, doit faire son apparition dans l'Armée de terre Française à l'occasion du programme SCORPION. Le véhicule JAGUAR sera ainsi le premier véhicule français équipé de simulation embarquée (version statique). La simulation embarquée (en version) statique, par définition, s'entend véhicule immobile et moteur à l'arrêt. Le véhicule opère alors sur un terrain entièrement virtuel au côté d'unités amies et face à des unités ennemies. Les unités amies peuvent être totalement virtuelles, mais peuvent aussi comprendre des véhicules fonctionnant également en simulation embarquée pour l'entraînement tactique de tout un peloton par exemple.

## Intérêt
La mise en service du JAGUAR équipé de la  simulation embarquée (statique) va révolutionner la formation et l'entraînement des équipages. En effet, à l'heure actuelle, la formation et l'entraînement des équipages recourent à des équipements spécialisés et à des exercices de manœuvres effectués avec le véhicule lui-même. Or, ces équipements spécialisés (Entraineur aux Techniques de Tourelle, cabine de simulation) sont chers et donc disponibles en faible quantité et uniquement en centres de formation ; or, ces exercices de manœuvres ne peuvent avoir lieu que dans des espaces qui leur sont spécifiquement dédiés et coûtent également chers du fait simplement de leur organisation et par le potentiel consommé sur les véhicules qui y prennent part. La capacité à former et entraîner les équipages est donc ainsi par construction extrêmement contraintes. Grâce à la simulation embarquée qui va équiper - pour commencer - le véhicule JAGUAR, les équipages des unités qui en seront dotées pourront se former et s'entraîner dans leur garnison-même puisque avec leur engin ils disposeront en même temps de l'outil pédagogique pour apprendre à (bien) s'en servir.

## Réalisation
L'implémentation de la simulation embarquée est aujourd'hui techniquement facilitée par l'électronique de bord qui équipe les engins modernes tels que le JAGUAR. Le ministère de la Défense français s'en est assuré en 2013 grâce à une Étude Technico-Opérationnelle (ETO), un marché public attribué au groupement constitué des industriels Nexter Systems et SILKAN. Le MinDéf a ainsi pu présenter de la simulation embarquée sur son stand simulation pendant le salon de l'armement terrestre EuroSatory 2016 : Le simulateur SEMBA élaboré à l'occasion de l'ETO était intégré avec 11 autres simulateurs à la démonstration VULCAIN mise en place par le MinDéf à l'occasion du salon.
Le challenge technique auquel la simulation embarquée doit faire face réside dans la prise en compte des voies directes optiques, en l'occurrence dans un véhicule du combat de contact comme le JAGUAR : épiscopes et lunette(s) de tir. Une solution est de les instrumenter, à l'instar de ce que propose le fabricant d'épiscopes OPTSYS avec le VIDOK (voir ), Toutefois, cette solution a ses limites : Un surcoût notable, et plus rédhibitoire, un encombrement bien plus important sous blindage. C'est pourquoi les travaux actuellement en cours visent plutôt à tirer parti des lunettes de réalité augmentée comme par exemple l'HoloLens de Microsoft. Les solutions qui en résulteront, devraient pouvoir s'appliquer également à la vision à travers un pare-brise, et - Grall de la SEMBA - répondre à un cas d'utilisation épineux (pour la simulation embarquée) des véhicules du combat de contact : tête(s) sortie(s).